# Ingolf Mork
Ingolf Mork, norveški smučarski skakalec, * 4. junij 1947, Molde, Norveška, † 1. februar 2012, Norveška.
Mork je nastopil na Zimskih olimpijskih igrah 1972 v Saporu, kjer je osvojil četrto mesto na srednji skakalnici in osemindvajseto na veliki. Uspeh kariere je dosegel z osvojitvijo Novoletne turneje v sezoni 1971/72.